# 아이라이너

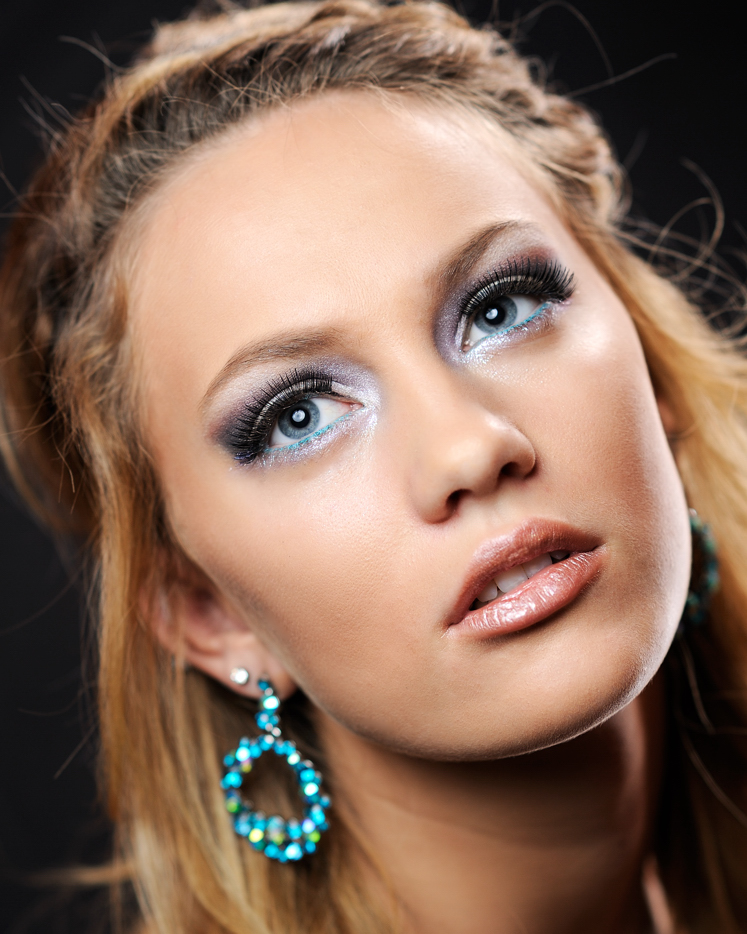
청록색 아이라이너를 착용한 여성

아이라이너는 눈을 선명하고 또렷하게, 그리고 크게 보이도록 만들기 위해서 사용하는 화장품이다.

## 사용법
눈 점막을 채워서 그린 후 쌍꺼풀 라인 혹은 눈두덩이 부분에 자신의 눈 형태에 알맞게 칠한다. 아이라이너를 지울 때는 아이라이너 전용 리무버를 사용하여 면봉이나 화장솜으로 지우면 된다.

## 아이라이너의 역사
아이라이너는 고대 이집트와 메소포타미아에서 눈 주위에 검은 선을 그리던 관습에서 시작되었다. 기원전 10,000년 전 이집트인들은 다양한 화장기법을 선호하였는데, 이는 미용 뿐 만 아니라 사막의 태양으로부터 피부를 보호하기 위한 것이었다. 고대학자들은 이집트인들이 눈이 사시가 되는 것을 막기 위해 아이라이너를 사용했다고 추정하는데, 이는 이집트 미술에서 종종 나타난다. 이들은 구리나 안티모니 등의 다양한 원료를 이용해 아이라이너를 만들어 사용했다. 1920년대에는 투탕카멘의 무덤에서 아이라이너가 서양에도 알려진 것으로 기록되어 있으며, 당시 서양 여성들의 패션이나 메이크업이 자율성을 띄면서 발전했다. 1960년대에는 검은색과 흰색의 굵은 리퀴드 아이라이너가 개발되어 매리 퀜트와 같은 디자이너들이 사용하면서 대중화 되기 시작했다. 20세기 후반과 21세기 초반에는 굵은 아이라이너가 고딕양식과 펑크패션에 사용되기 시작했으며 이후 일상적인 메이크업을 위해 사용되면서 다양한 굵기와 색상을 가진 제품들이 상용화되었다.

## 화학성분
전통적인 왁스 기반 아이라이너는 약 20가지 성분으로 만들어진다. 중량의 약 50%는 왁스(예: 일본 왁스, 지방 또는 피부에 쉽게 미끄러지는 관련 부드러운 물질이다. 스테아릴 헵타노에이트는 대부분의 화장품 아이라이너에서 발견된다. 일반적인 안료에는 흑색 산화철과 소량의 티타늄이 포함된다.

## 같이 보기
- 아이섀도우